# Biblioteca de cintes

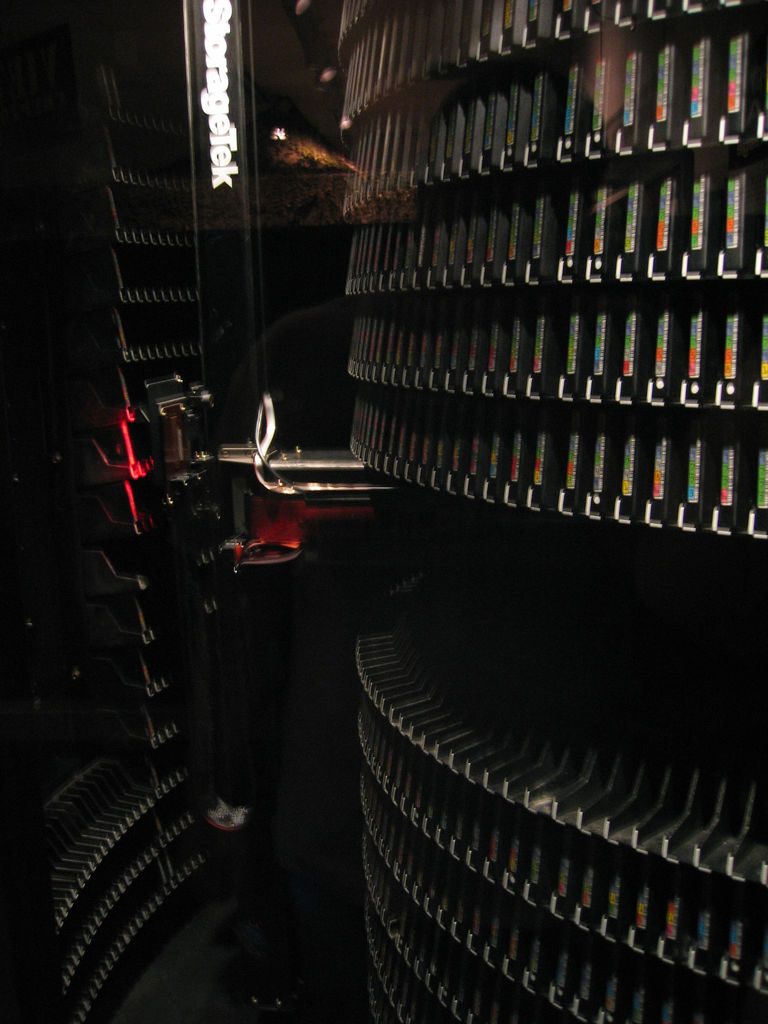
Gran StorageTek Powderhorn biblioteca de cinta, mostrant cartutxos de cinta amb barcodes empaquetat en prestatges en el front i un braç de robot que mou en el darrere

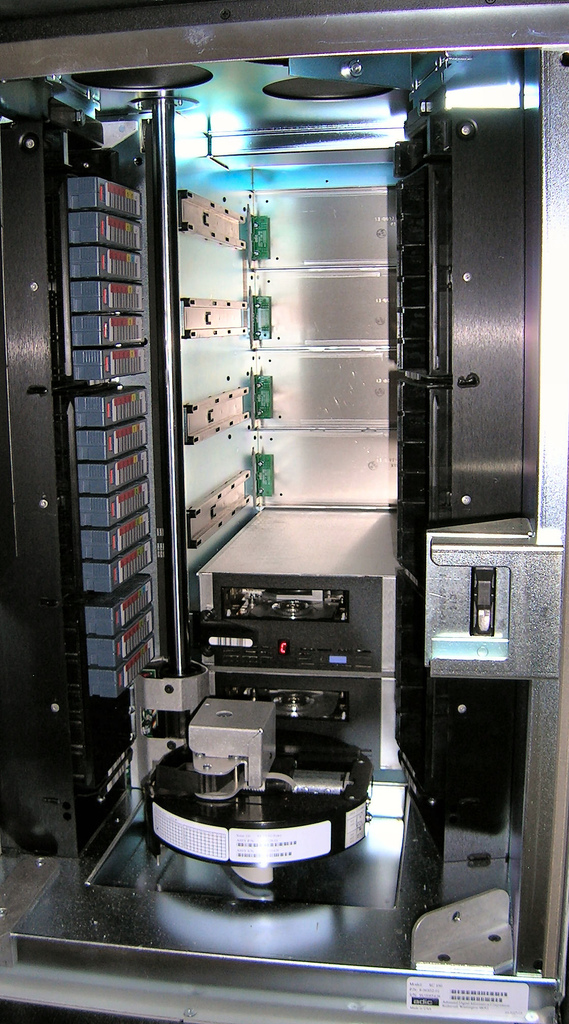
ADIC petit Escalar 100 biblioteca de cinta, mostrant un robot visible en el fons amb dos LTO d'IBM2 passejos de cinta darrere el

Dins emmagatzematge d'ordinador, una biblioteca de cintes, de vegades anomenada robot de cintes o jukebox de cintes, és un dispositiu d'emmagatzematge que conté un o més cartutxos de cinta, un nombre determinat d'unitats de lectura per poder llegir dits cartutxos, un lector de codi de barres per a identificar els cartutxos i un mètode automatitzat per carregar les cintes (un braç robot).
Un dels exemples més primerencs era la IBM 3850 Mas Emmagatzematge Sistema (MSS), anunciat el 1974.

## Disseny
Aquests dispositius poden emmagatzemar immenses quantitats de dades, que van des de 20 terabytes fins a 2,1 exabytes de dades com de 2016. L'esmentada capacitat és múltiple mil vegades més gran que la d'una típica unitat de disc dur i bé en excés del que és capaç, amb xarxa adjunta d'emmagatzematge. Les solucions típiques de nivell d'entrada costen al voltant de $ 10.000 USD, mentre que les solucions de gamma alta pot començar a tant com $ 200,000 USD i costar més de $ 1 milió per a una biblioteca totalment expandit i configurat.
Per a valors grans d'emmagatzematge de dades, que són una solució rendible, amb el cost per gigabyte tan baix com 10 centaus USD O almenys un 60% menys de la majoria dels discos durs, i també proporcionen un accés sistemàtic a quantitats molt grans de dades. La compensació per la seva major capacitat és el seu temps d'accés més lent, que en general implica la manipulació mecànica de les cintes. L'accés a les dades en una biblioteca porta des de diversos segons a diversos minuts.
A causa del seu accés seqüencial lent i gran capacitat, biblioteques de cintes s'utilitzen principalment per còpies de seguretat i com l'etapa final del arxiu digital. Una aplicació típica d'aquest últim seria extens registre de transaccions d'una organització amb fins legals o d'auditoria. Un altre exemple és la gestió de l'emmagatzematge jeràrquic (HSM), en què s'utilitza la biblioteca de cintes per emmagatzemar arxius rarament usats de sistemes d'arxius .
Aquests dispositius poden emmagatzemar quantitats immenses de dades, variant de 20 terabytes fins a 2.1 exabytes de dades mentre de 2016. Tal capacitat és miler múltiple cronometra que d'un disc dur típic i bé en sobrant de quin és capaç amb xarxa emmagatzematge subjectat. Entrada típica-solucions de nivell costades al voltant 10,000$ USD, mentre alt-solucions de final poden començar a tant com 200,000$ USD i costat bé en sobrant d'1$ milions per una biblioteca plenament expandida i configurada.
Per dada gran-emmagatzematge, són un cost-solució eficaç, amb costat per gigabyte tan baix mentre 10 USD de cèntims, o com a mínim 60% menys de passejos més durs, i també proporcionen accés sistemàtic a quantitats molt grans de dades. El tradeoff per la seva capacitat més gran és el seu temps d'accés més lent, el qual normalment implica manipulació mecànica de cintes. Accés a la dada en una biblioteca agafa de diversos segons a diversos minuts.
A causa del seu accés seqüencial lent i capacitat enorme, biblioteques de cinta són principalment utilitzat per còpies de seguretat i mentre l'etapa final de digital archiving. Una aplicació típica de l'últim seria el rècord de transacció extensa d'una organització per legal o auditant propòsits. Un altre exemple és administració d'emmagatzematge jeràrquic (HSM), en quina biblioteca de cinta sol el control rarament va utilitzar arxius de sistemes d'arxiu.

## Suport de programari
Hi ha diversos paquets de gestió de biblioteca a gran escala disponible al mercat. El suport de codi obert inclou AMANDA, Bacula, i el programa MTX mínima.

## Etiquetes de codi de barres
Les biblioteques de cintes solen tenir la capacitat d'escanejar les etiquetes de codi de barres que s'adjunten a cada cinta, que els permet mantenir automàticament un inventari de quina cintes hi ha a la biblioteca. etiquetes de codi de barres prèviament impresos estan disponibles comercialment o etiquetes personalitzades es poden generar utilitzant programari comercial o lliure. L'etiqueta de codi de barres és sovint part de la etiqueta de la cinta, la informació gravada en el començament del medi per identificar unívocament la cinta.

## Autoloaders

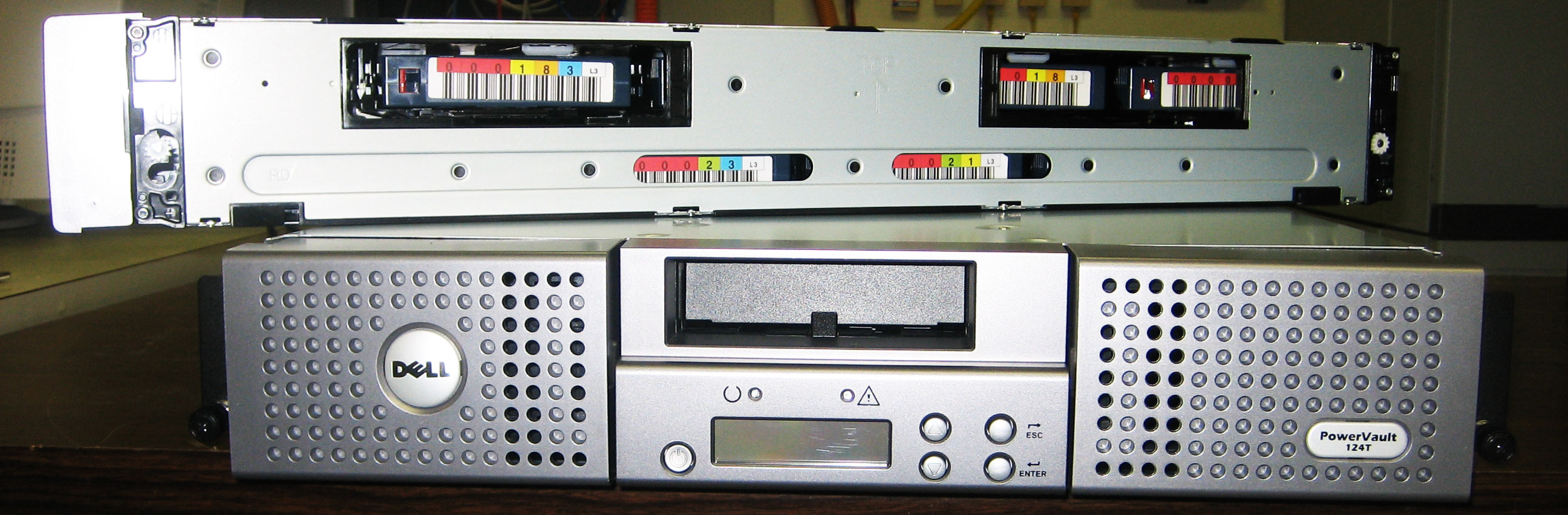
Dell PowerVault 124T Autoloader

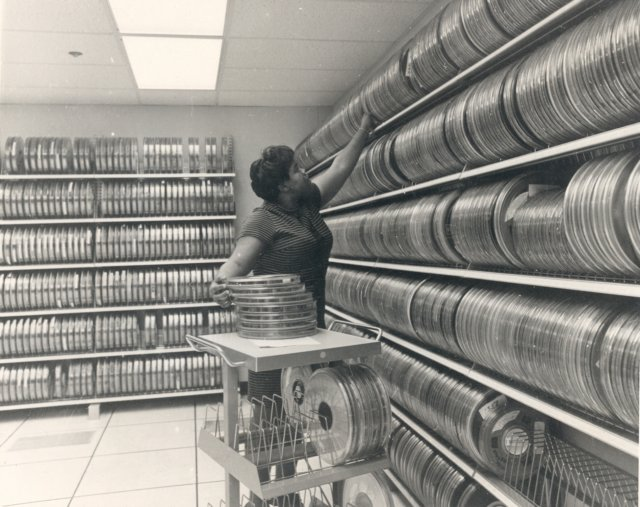
Una biblioteca de cinta magnètica manual, comú en el 1960s i 1970s

Les biblioteques de cintes més petites amb només una unitat es coneixen com a carregadors automàtics. El terme carregador automàtic també de vegades s'usa com a sinònim d'apilador o apiladora, un dispositiu en el qual els mitjans d'emmagatzematge es carreguen necessàriament d'una manera seqüencial.
Altres tipus d'autoloaders poden operar amb discos òptics (com discos compactes o DVDs) o discos flexibles.